# Samostan Device Pammakaristos
Cerkev Pammakaristos, znana tudi kot cerkev Theotokos Pammakaristos (srednjeveškogrško Θεοτόκος ἡ Παμμακάριστος, dob. 'vseblažena Mati Božja'), je ena najbolj znanih bizantinskih cerkvenih stavb v Carigradu v Turčiji in je bila zadnja predosmanska stavba za Ekumenski Patriarhat. Leta 1591 spremenjena v mošejo Fethiye (turško Fethiye Camii, dob. 'mošeja osvajanja'), je danes delno muzej, ki stoji v stranski kapeli ali pareklesionu. Mošeja, ki je eden najpomembnejših primerov carigrajske paleološke arhitekture, vsebuje največjo količino bizantinskih mozaikov v Carigradu po Hagiji Sofiji in Hori.
Mošeja-muzej je v soseski Çarşamba v okrožju Fatih znotraj obzidanega mesta starega Carigrada.

## Zgodovina
Večina znanstvenikov meni, da je bila cerkev zgrajena med 11. in 12. stoletjem. Številni zgodovinarji in arheologi prvotno strukturo pripisujejo Mihaelu VII. Dukasu (1071–1078); drugi postavljajo svoje temelje v komnensko obdobje. Švicarski učenjak in bizantinist Ernest Mambory je predlagal, da izvirna stavba pripada 8. stoletju.
Pareklesion (stranska kapela) je bila dodana na južno stran cerkve v zgodnjem paleološkem obdobju in posvečena Christosu ho Logosu (grško Kristus Beseda). Kmalu po letu 1310 je Martha Glabas postavila majhno svetišče v spomin na svojega pokojnega moža, protostratorja Michaela Doukasa Glabasa Tarchaneioteja, generala Andronika II. Paleologa. Eleganten posvetilni napis Kristusu, ki ga je napisal pesnik Manuel Philes, teče vzdolž notranje in zunanje strani pareklezije.
Istočasno je bila prenovljena tudi glavna cerkev, kot je pokazala študija Templona.
Po osvojitvi Konstantinopla leta 1453 je bil sedež grškega pravoslavnega patriarhata najprej prestavljen iz Hagije Sofije v cerkev Svetih apostolov. Nato so ga leta 1456 preselili v cerkev Bogorodice Pammakaristos, kjer je ostal do leta 1587.
Pet let pozneje je osmanski sultan Murat III. cerkev spremenil v mošejo in jo preimenoval v čast svoje osvojitve (fetih) Gruzije in Azerbajdžana, od tod tudi ime Fethiye Camii. Da bi zadostili zahtevam molitve, je bila večina notranjih sten odstranjena, da bi ustvarili večji notranji prostor.
Po letih zanemarjanja sta leta 1949 kompleks obnovila Bizantinski inštitut Amerike in Dumbarton Oaks. Medtem ko glavna stavba ostaja mošeja, je pareklezija od takrat muzej.
Leta 2021 so se ponovno začela obnovitvena dela na stavbi. Mošeja je bila odprta za molitev leta 2022, obnova pa je bila zaključena leta 2024 z uradnim odprtjem za obiskovalce.

## Arhitektura in dekoracija
Komnenska stavba je bila cerkev z glavno ladjo in dvema deambulatorijema, tremi apsidami in narteksom na zahodu. Zidava je bila značilna za komnensko dobo in je uporabljala tehniko vgradnje opeke. Pri tej tehniki so nadomestni nizi opeke nameščeni za linijo zidu in potopljeni v malto, ki jo je še vedno mogoče videti v cisterni pod njim in v cerkvi. Arhitekturni zgodovinarji, kot je Ousterhout, so ugibali o njenem nenavadnem tlorisu, v katerem je osrednji prostor ovit z ambulantorijem, ki se razteza navzdol na obeh straneh, kot tudi z običajnim glavnim izhodom/vhodom na zahodnem koncu, da bi povečali količino za pokope v bližini osrednjega prostora, naosa.
Preoblikovanje cerkve v mošejo je prvotno stavbo močno spremenilo. Arkade, ki povezujejo glavno ladjo z deambulatorijem, so bile odstranjene in nadomeščene s širokimi loki, da bi odprli ladjo. Odstranjene so bile tudi tri apside. Na njihovem mestu proti vzhodu je bila zgrajena velika kupolasta soba pod poševnim kotom glede na orientacijo stavbe.
Na drugi strani pareklezija predstavlja nekaj, kar včasih velja za najlepšo zgradbo poznega bizantinskega obdobja v Konstantinoplu. Ima značilen kvadratni tloris s petimi kupolami, vendar je razmerje med navpičnimi in vodoravnimi dimenzijami veliko bolj oslabljeno kot običajno (čeprav ne tako veliko kot v sodobnih bizantinskih cerkvah, zgrajenih na Balkanu).
Čeprav je notranja obarvana marmorna obloga večinoma izginila, svetišče še vedno vsebuje obnovljene ostanke številnih mozaičnih plošč, ki, čeprav niso tako raznolike in dobro ohranjene kot tiste v cerkvi Hora, služijo kot še en vir za razumevanje pozne bizantinske umetnosti.
Predstavitev Pantokratorja, obkroženega s preroki Stare zaveze (Mojzes, Jeremija, Zefanija, Miha, Joel, Zaharija, Obadija, Habakuk, Jona, Malahija, Ezekiel in Izaija) zapolnjuje glavno kupolo. V apsidi je prikazan Kristus Hiperagatos z Devico Marijo in sv. Janezom Krstnikom. Kristusov krst je nedotaknjen na desni strani kupole.
- Zunanjost muzeja
- Notranjost muzeja
- Kupole
- Mozaik v kupoli
- Mozaik s svetim Antonom puščavnikom
- Mozaik Kristusa
- mozaik Sveti Gregor Veliki Armenski

V stavbi z muzejem Fethiye (z vhodom na ulici, ki poteka mimo vrta, kjer je vhod v muzej) je del še vedno mošeja. Tukaj je nekaj slik njene notranjosti:
- Notranjost mošeje